# Liste des circonscriptions électorales du Gloucestershire
Le comté du Gloucestershire
est divisé en 6 Circonscription électorale
- 2 Borough constituencies
et 4 County constituencies.

## Circonscription
- † Conservateur
- ‡ Labour
- ¤ Liberal Democrat

| Circonscription   | Électeur | Majorité | Member of Parliament | Member of Parliament    | Opposition | Opposition        | Circonscriptions électorales, | Map |
| ----------------- | -------- | -------- | -------------------- | ----------------------- | ---------- | ----------------- | --- | --- |
| Cheltenham BC     | 77,286   | 6,516    |                      | Alex Chalk              |            | Martin Horwood¤   | Cheltenham Borough Council: All Saints, Battledown, Benhall and The Reddings, Charlton Kings, Charlton Park, College, Hesters Way, Lansdown, Leckhampton, Oakley, Park, Pittville, St Mark’s, St Paul’s, St Peter’s, Springbank, Up Hatherley, Warden Hill. |     |
| Forest of Dean CC | 69,865   | 10,987   |                      | Mark Harper†            |            | Steve Parry-Hearn | Forest of Dean District Council: Alvington, Aylburton and West Lydney, Awre, Berry Hill, Blaisdon and Longhope, Bream, Bromesberrow and Dymock, Christchurch and English Bicknor, Churcham and Huntley, Cinderford East, Cinderford West, Coleford Central, Coleford East, Hartpury, Hewelsfield and Woolaston, Littledean and Ruspidge, Lydbrook and Ruardean, Lydney East, Lydney North, Mitcheldean and Drybrook, Newent Central, Newland and St Briavels, Newnham and Westbury, Oxenhall and Newent North East, Pillowell, Redmarley, Tibberton, Tidenham. Tewkesbury Borough Council: Highnam with Haw Bridge. |     |
| Gloucester BC     | 82,964   | 7,241    |                      | Richard Graham†         |            | Sophy Gardner     | Gloucester City Council: Abbey, Barnwood, Barton and Tredworth, Elmbridge, Grange, Hucclecote, Kingsholm and Wotton, Matson and Robinswood, Moreland, Podsmead, Quedgeley Fieldcourt, Quedgeley Severn Vale, Tuffley, Westgate. |     |
| Stroud CC         | 80,544   | 4,866    |                      | Neil Carmichael†        |            | David Drew‡       | Stroud District Council: Amberley and Woodchester, Berkeley, Bisley, Cainscross, Cam East, Cam West, Central, Chalford, Coaley and Uley, Dursley, Eastington and Standish, Farmhill and Paganhill, Hardwicke, Nailsworth, Over Stroud, Painswick, Rodborough, Severn, Slade, Stonehouse, The Stanleys, Thrupp, Trinity, Uplands, Upton St Leonards, Vale, Valley. |     |
| Tewkesbury CC     | 78,910   | 21,972   |                      | Laurence Robertson†     |            | Ed Buxton         | Cheltenham Borough Council: Prestbury, Swindon Village. Gloucester City Council: Longlevens. Tewkesbury Borough Council: Ashchurch with Walton Cardiff, Badgeworth, Brockworth, Churchdown Brookfield, Churchdown St John’s, Cleeve Grange, Cleeve Hill, Cleeve St Michael’s, Cleeve West, Coombe Hill, Hucclecote, Innsworth with Down Hatherley, Isbourne, Northway, Oxenton Hill, Shurdington, Tewkesbury Newtown, Tewkesbury Prior’s Park, Tewkesbury Town With Mitton, Twyning, Winchcombe. |     |
| The Cotswolds CC  | 78,291   | 21,477   |                      | Geoffrey Clifton-Brown† |            | Paul Hodgkinson   | Cotswold District Council: Ampney-Coln, Avening, Beacon-Stow, Blockley, Bourton-on-the-Water, Campden-Vale, Chedworth, Churn Valley, Cirencester Beeches, Cirencester Chesterton, Cirencester Park, Cirencester Stratton-Whiteway, Cirencester Watermoor, Ermin, Fairford, Fosseridge, Grumbolds Ash, Hampton, Kempsford-Lechlade, Moreton-in-Marsh, Northleach, Rissingtons, Riversmeet, Sandywell, Tetbury, Thames Head, Three Rivers, Water Park. Stroud District Council: Kingswood, Minchinhampton, Wotton-under-Edge.                                                                                         |     |

## Changements de limites
Les propositions actuelles de la Commissions est de conservait ces 6 circonscriptions, avec des changements pour réaligner les limites des circonscriptions avec les limites des quartiers actuels de l'administration locale, et de réduire la disparité entre les circonscriptions électorales. Bien que les changements sont minimes, la circonscription Cotswold est élargie, elle sera appelée The Cotswolds. Ces modifications seront mises en œuvre au pour l'Élections générales de 2010.
| Nom | Pre-2010 Limites                                | Post-2010 Limites |
| --- | ----------------------------------------------- | ----------------- |
| 1. Cheltenham BC 2. Cotswold CC (voir ci-dessous) 3. Forest of Dean CC 4. Gloucester BC 5. Stroud CC 6. Tewkesbury CC | Parliamentary constituencies in Gloucestershire | Proposed Revision |

## Résultats
| 2005 | 2010 | 2015 |
| ---- | ---- | ---- |
|      |      |      |